# Келераші (Долж)
Келераші (рум. Călărași) — село у повіті Долж в Румунії. Входить до складу комуни Келераші.
Село розташоване на відстані 178 км на південний захід від Бухареста, 61 км на південь від Крайови.

## Населення
За даними перепису населення 2002 року у селі проживали 4465 осіб, з них 4461 особа (99,9%) румунів. Рідною мовою 4460 осіб (99,9%) назвали румунську.